# Зниклий регбіст
«Зни́клий регбі́ст» (англ. The Adventure of the Missing Three-Quarter) — твір із серії «Повернення Шерлока Холмса» шотландського письменника  Артура Конана Дойля. Уперше опубліковано Strand Magazine у 1903 році.

## Сюжет

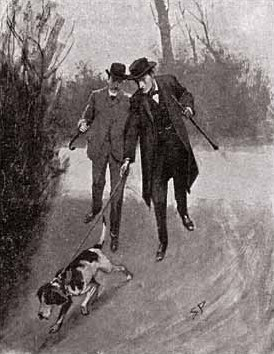
Холмс і Вотсон використовую собаку, щоб знайти регбіста

Містер Кирил Овертон з коледжу Кембриджа Триніті просить Холмса допомогти знайти зниклого Годфрі Стонтона. Стонтон є ключовим гравцем команди з регбі Овертона, і вони не зможуть завтра перемогти у важливому матчі з Оксфордом, якщо Стонтон не буде знайдений.
У день зникнення Стонтон здавався блідим і стурбованим. Увечері незнайомець передав листа, судячи з усього не з приємними новинами. Потім вони вдвох вийшли з готелю з бородатим незнайомцем близько пів одинадцятої, після цього спортсмена ніхто не бачив.
Дядько Стонтона, лорд Маунт-Джеймс, скупий вісімдесятирічний дід, який відшкодовує лиш маленьку частину своїх грошей племіннику на життя, який все одно є його спадкоємцем.
У готелі Холмс розпитує працівника, той говорить йому, що коли незнайомець передавав регбісту лист, його руки тремтіли. Єдине слово, яке вдалося почути працівнику: «Час».
О шостій годині швейцар приніс Стонтону телеграму, і той зразу написав відповідь, але сказав, що сам віддасть її. Досліджуючи кімнату спортсмена, Холмс знаходить промочувальний папір, на якому він знаходить частину телеграми, написаної Стонтоном: «Чекайте нас, заради Бога».
Лорд Маунт-Джеймс говорить, що йому нічого не відомо про місце знаходження племінника. Він виглядає дуже пригніченим, бо думає, що можливо Стонтона викрали, щоб вимагати у нього гроші.

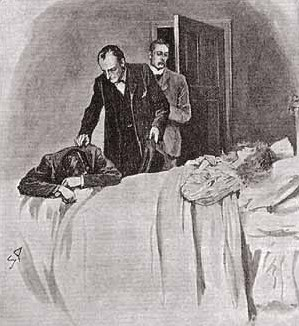
Холмс знаходить Стонтона

Холмс з Вотсоном вирушають до телеграфу, де детектив хитрістю дізнається, кому була адресована телеграма — такому собі доктору Леслі Армстронгу з Кембриджа.
Доктор Армстронг говорить Холмсу, що Стонтон є його близьким другом. Доктор заперечує, що отримував телеграму від регбіста.
Один чоловік у дворі повідомляє, що Армстронг постійно кудись далеко їздить, причому не по лікарській практиці. Холмс з Вотсоном на велосипедах починають слідувати за Армстронгом, коли той у черговий раз виїздить.
Наступного дня Холмс розпитує всіх селян, ті не бачили карети Армстронга.
Нарешті таємницю розгадано завдяки породистому псу Помпею, який слідував за каретою Армстронга, задні колеса якої детектив змастив анісовою олією. Стонтон нікуди не дівався. У нього від сухот померла молода дружина. Їх шлюб тримався в таємниці, бо лорд Маунт-Джеймс міг би відмовитися залишати спадок Стонтону. Доктор Армстронг сказав батьку жінки про її стан — бородатому незнайомцю — він повідомив Стонтона, який змушений був негайно їхати до дружини.